# Zimowe Igrzyska Olimpijskie 1948
V Zimowe Igrzyska Olimpijskie odbyły się w szwajcarskiej miejscowości Sankt Moritz od 30 stycznia do 8 lutego 1948. Miejsce igrzysk zostało wybrane ze względu na neutralność Szwajcarii w II wojnie światowej. Niemcy i Japonia nie zostały zaproszone na igrzyska. Uczestniczyło w nich 669 zawodników (w tym: 77 kobiet) z 28 krajów. W klasyfikacji medalowej zwyciężyli wspólnie Norwegowie i Szwedzi. Na igrzyskach w Sankt Moritz zadebiutowały reprezentacje Chile, Danii, Islandii, Korei Południowej i Libanu.

## Dyscypliny olimpijskie
- bobsleje
- hokej na lodzie
- łyżwiarstwo
  - łyżwiarstwo figurowe
  - łyżwiarstwo szybkie
- narciarstwo
  - narciarstwo alpejskie (debiut slalomu specjalnego i biegu zjazdowego)
  - narciarstwo klasyczne
    - biegi narciarskie
    - skoki narciarskie
    - kombinacja norweska
- patrol wojskowy (prekursor biathlonu, sport pokazowy)
- pięciobój zimowy (odmiana pięcioboju nowoczesnego, sport pokazowy)
- skeleton (sport powracający do programu IO po 20 latach)

## Państwa uczestniczące
| - Argentyna - Austria - Belgia - Bułgaria - Chile - Czechosłowacja - Dania - Finlandia - Francja - Grecja - Hiszpania - Holandia - Islandia - Jugosławia |  | - Kanada - Korea Południowa - Liban - Liechtenstein - Norwegia - Polska - Rumunia - Stany Zjednoczone - Szwajcaria - Szwecja - Turcja - Węgry - Wielka Brytania - Włochy |

## Wyniki
| - biegi narciarskie - bobsleje - hokej na lodzie - kombinacja norweska - łyżwiarstwo figurowe |  | - łyżwiarstwo szybkie - narciarstwo alpejskie - skeleton - skoki narciarskie |

### Dyscypliny pokazowe
- patrol wojskowy
- pięciobój zimowy

## Klasyfikacja medalowa
| Klasyfikacja medalowa według państw | Klasyfikacja medalowa według państw | Klasyfikacja medalowa według państw | Klasyfikacja medalowa według państw | Klasyfikacja medalowa według państw |         |
|                                     | państwo                             | ogółem                              | złote                               | srebrne                             | brązowe |
| ----------------------------------- | ----------------------------------- | ----------------------------------- | ----------------------------------- | ----------------------------------- | ------- |
| 1.                                  | Norwegia                            | 10                                  | 4                                   | 3                                   | 3       |
|                                     | Szwecja                             | 10                                  | 4                                   | 3                                   | 3       |
| 3.                                  | Szwajcaria                          | 10                                  | 3                                   | 4                                   | 3       |
| 4.                                  | Stany Zjednoczone                   | 9                                   | 3                                   | 4                                   | 2       |
| 5.                                  | Francja                             | 5                                   | 2                                   | 1                                   | 2       |
| 6.                                  | Kanada                              | 3                                   | 2                                   | 0                                   | 1       |
| 7.                                  | Austria                             | 8                                   | 1                                   | 3                                   | 4       |
| 8.                                  | Finlandia                           | 6                                   | 1                                   | 3                                   | 2       |
| 9.                                  | Belgia                              | 2                                   | 1                                   | 1                                   | 0       |
| 10.                                 | Włochy                              | 1                                   | 1                                   | 0                                   | 0       |
| 11.                                 | Czechosłowacja                      | 1                                   | 0                                   | 1                                   | 0       |
|                                     | Węgry                               | 1                                   | 0                                   | 1                                   | 0       |
| 13.                                 | Wielka Brytania                     | 2                                   | 0                                   | 0                                   | 2       |

## Osiągnięcia Reprezentacji Polski
| Osiągnięcia Reprezentacji Polski | Osiągnięcia Reprezentacji Polski | Osiągnięcia Reprezentacji Polski | Osiągnięcia Reprezentacji Polski | Osiągnięcia Reprezentacji Polski |
| dyscyplina                       | konkurencja                      | reprezentant                     | miejsce                          |                                  |
| -------------------------------- | -------------------------------- | -------------------------------- | -------------------------------- | -------------------------------- |
| hokej na lodzie                  |                                  | Reprezentacja narodowa           | 7.                               |                                  |
| biegi narciarskie                | 4x10 km                          | sztafeta męska                   | 10.                              |                                  |